# Юрчук Валерій Володимирович
Вале́рій Володи́мирович Юрчу́к (нар. 12 квітня 1990, Дніпропетровськ, нині Дніпро) — український футболіст, воротар дніпровського «Дніпро-1».

## Біографія
Валерій є вихованцем ДЮСШ «Дніпро», де його першими тренерами були Чистяков О. О. та Максимич С. В.
Почав професійну кар'єру 2009 року в «Кривбасі», проте виступав лише за молодіжну команду. У Кривому Розі Валерій грав до кінця сезону 2009/10, після чого повернувся до Дніпропетровська, приєднавшись до друголігового «Дніпра-2», в якому протягом двох сезонів був основним голкіпером.
2012 року команду було розформовано і Юрчук на правах вільного агента перейшов в «Динамо» (Хмельницький), а на початку 2013 року продовжив у черкаському «Славутичі».
Влітку 2013 року на правах вільного агента підписав дворічний контракт з прем'єрліговим запорізьким «Металургом», куди його запросив головний тренер команди Сергій Пучков, який знав можливості гравця по іграм за «Славутич».
Наприкінці березня 2016 року став гравцем «Вереса». Жодного разу не вийшовши на поле, у червні того ж року залишив рівненський клуб.
На початку липня 2016 року перейшов до клубу «Нафтовик-Укрнафта».